# Tubo (Abra)
Tubo ist eine philippinische Stadtgemeinde in der Provinz Abra. Sie hat 5699 Einwohner (Zensus 2015).

## Baranggays
Tubo ist politisch unterteilt in zehn Baranggays.
| - Alangtin - Amtuagan - Dilong - Kili | - Poblacion (Mayabo) - Supo - Tiempo | - Tubtuba - Wayangan - Tabacda |